# Blood on the Tracks
Blood on the Tracks är ett musikalbum av Bob Dylan, släppt 1975 på skivbolaget Columbia Records. Det markerade också Dylans återkomst till skivbolaget Columbia efter två skivor hos Asylum Records. Ett bitterljuvt och ledsamt album då det behandlar hans egen skilsmässa. Många av låtarna ger mycket tydliga inblickar i äktenskapet. Dylan har dock sagt att låtarna är fiktiva, medan hans son Jakob Dylan sagt om albumet att -The songs are my parents talking. (-Sångerna är konversationer mellan mina föräldrar). Det anses ofta som ett av hans starkaste 1970-talsalbum.
Bob Dylan själv reagerade så här på att albumet blev så omtyckt och prisat: "-A lot of people tell me they enjoy that album. It's hard for me to relate to that. I mean, it, you know, people enjoying the type of pain, you know?" (Många personer har sagt till mig att de gillar det albumet. Det är svårt för mig att relatera till det. Jag menar, du vet, folk som njuter av smärta?)
Albumet är musikaliskt akustiskt baserat och de musiker som medverkar på skivan krediterades ursprungligen inte på omslaget. Dylan hade först tänkt att spela in låtarna med elektriska instrument och kontaktade vid ett tillfälle gitarristen Mike Bloomfield, som medverkat på Highway 61 Revisited, men av dessa planer blev inget realiserat.
Alla tio låtarna på albumet var inspelade i New York 1974 och var i september samma år redo att släppas på Columbia. Men i sista sekunden stoppade Dylan dem och istället gjorde han om låtarna i Minneapolis med andra musiker, bland annat hans bror David Zimmerman. Fem av de omgjorda låtarna hamnade på "Blood on the Tracks" och resten släpptes på "Blood on the Tapes" (album med alternativa versioner av Blood on the Tracks låtar, släppt 1974) och "The Bootleg Series Volumes 1-3 (Rare & Unreleased) 1961-1991". En låt som aldrig kom med på albumet, men spelades in under dess tillkomst, var "Up to Me", vilken senare släpptes på samlingsalbumet Biograph 1985.
I 1975 års Pazz & Jop-lista blev Blood on the Tracks framröstat som årets fjärde bästa album, bland annat slaget av Dylan själv med The Basement Tapes, som blev etta. 2004 blev albumet valt till det 16:e bästa genom tiderna av tidningen Rolling Stone på listan The 500 Greatest Albums of All Time.

## Låtlista
Låtarna skrivna av Bob Dylan.
Sida ett
1. "Tangled Up in Blue" - 5:41 (Minneapolis)
2. "Simple Twist of Fate" - 4:17 (New York)
3. "You're a Big Girl Now" - 4:34 (Minneapolis)
4. "Idiot Wind" - 7:47 (Minneapolis)
5. "You're Gonna Make Me Lonesome When You Go" - 2:55 (New York)

Sida två
1. "Meet Me in the Morning" - 4:21 (New York)
2. "Lily, Rosemary and the Jack of Hearts" - 8:52 (Minneapolis)
3. "If You See Her, Say Hello" - 4:47 (Minneapolis)
4. "Shelter from the Storm" - 5:00 (New York)
5. "Buckets of Rain" - 3:22 (New York)

## Listplaceringar
| Lista (1975)   | Position            |
| -------------- | ------------------- |
| Danmark        | 9 (DR "Top 20")     |
| Finland        | 12                  |
| Frankrike      | 11                  |
| Kanada         | 1 (RPM)             |
| Nederländerna  | 5                   |
| Norge          | 2 (VG-lista)        |
| Nya Zeeland    | 1                   |
| Storbritannien | 4 (UK Albums Chart) |
| Sverige        | 6 (Kvällstoppen)    |
| USA            | 1 (Billboard 200)   |
| Västtyskland   | 45                  |